# Jaap ter Haar
Jacob Everard (Jaap) ter Haar (Hilversum, Països Baixos, 25 de març de 1922 – Laren, 26 de febrer de 1998) va ser un historiador neerlandès i escriptor de llibres infantils i juvenils, d'història i de mitologia.

## Vida
Jaap ter Haar va acabar el batxillerat el 1940 i va treballar en una oficina però va fugir dels Països Baixos davant de la invasió nazi. Es va unir a la Resistència francesa. Després de la segona guerra mundial va treballar a la ràdio neerlandesa, primer com a corresponsal i com a productor de programes per a l'estranger. Va començar a escriure històries curtes i guions de ràdio i televisió en el seu temps lliure. Però des de 1954 es va dedicar únicament a escriure i es va fer famós pels seus llibres per a infants i joves. En els anys finals de la seva vida deixà d'escriure per dedicar-se a la pintura.
Dos dels seus llibres, destinats a un públic d'infants més grans i joves, han estat traduïts al català.

## Obres traduïdes al català
La novel·la Boris (1966) ens presenta les dificultats extremes de la població civil durant el setge de Leningrad l'hivern de 1941-1942. I això des de la perspectiva d'un nen de 12 anys, Boris Makarenko. Els seus somnis i els de la seva amiga Nadia tenen un paper important en el seu món malgrat la realitat que els envolta. La novel·la és un clam pel pacifisme i Jaap ter Haar hi fa una reflexió sobre els infants que han d'enfrontar dificultats d'adult en la guerra.
La novel·la El món de Ben Ligthart (en neerlandès: Het wereldje van Beer Ligthart) (1973) explica la història d'un nen de 13 anys, Berend Ligthart, anomenat Beer (Ben, en la versió catalana), que es queda cec a causa d'un accident de tràfic. El jove aprèn a superar totes les dificultats i a redescobrir la vida. El llibre rebé dos premis de literatura infantil i juvenil.
Els llibres de Jaap ter Haar han estat traduïts a diversos idiomes, a més del català: a l'anglès, l'alemany, el castellà. Altres obres seves, no traduïdes, són obres que adapten episodis de la història (història dels Països Baixos, d'Amèrica, de Rússia, de la Revolució Francesa, etc.) o de la llegenda (el rei Artur, Tristany i Isolda, etc.) per a infants i joves.

## Obra publicada
- Met Heintje in de hockeyclub (1954)
- Saskia en Jeroen, domme dingen (1956)
- Noodweer op de Weisshorn (1957)
- Ernstjan en Snabbeltje (1958)
- De geschiedenis van Noord-Amerika (1959)
- Daar komt Tuffy (1961)
- De Geschiedenis van de Franse Revolutie (1961)
- Koning Arthur (1963)
- Eelke gaat verhuizen (1963)
- De Zes Falken, toestandjes (1963)
- Grote sagen van de donkere middeleeuwen (1963)
- De geschiedenis van Rusland (1965)
- Boris (1966) [traducció al català: Boris. Barcelona, Empúries, 2001][3]
- Lotje, pinguïns in de gracht (1966)
- Lotje in de dierentuin
- Lotje duizend dieren
- Lotje Mark en Makkie
- Lotje Chimp en Eekie
- Lotje Chimps apestreken
- Lotje op jacht naar Chimp
- Lotje en de pech-mevrouw
- Lotje met Chimp naar het circus
- Lotje mee met oom Nijltje
- Lotje met Roegan op stap (1973)
- Het Sinterklaasboek (1969)
- Het Kerstboek (1970)
- Landing op de Maan (1970)
- Geschiedenis van de Lage Landen, volums 1-4 (1970-1971)
- Het wereldje van Beer Ligthart (1973) [traducció al català: El món de Ben Lighthart. Barcelona, Cruïlla, 2003][4]
- Hier woon ik (1976)
- Saskia en Jeroen, aan zee (1997)
- Camiel en de bende van de leeuw (2002)
- Tristan en Isolde

## Premis
- 1972 - Premi Nienke van Hichtum per Geschiedenis van de Lage Landen (Història dels Països Baixos)
- 1974 - Gouden Griffel per Het wereldje van Beer Ligthart (El món de Beer Ligthart [Ben Ligthart, en la versió catalana])
- 1976 - Buxtehuder Bulle per Het wereldje van Beer Ligthart